# Turn- und Sportverein Giesen von 1911 2020-2021
Questa voce raccoglie le informazioni riguardanti il Turn- und Sportverein Giesen von 1911 nelle competizioni ufficiali della stagione 2020-2021.

## Organigramma societario
Area direttiva
- Presidente: Sascha Kucera

Area tecnica
- Allenatore: Itamar Stein
- Allenatore in seconda: Stefan Urbanek
- Assistente allenatore: Milan Hriňák, Sascha Kucera, Verena Köppe, Vanessa Persson
- Scoutman: Stefan Urbanek

Area sanitaria
- Medico: Stefan Rössig
- Fisioterapista: Marcus Peters, Michelle Siegel, Grit Starke

## Rosa
| N° | Nome                   | Ruolo | Data di nascita   | Nazionalità sportiva |
| -- | ---------------------- | ----- | ----------------- | -------------------- |
| 1  | Pearson Eshenko        | C     | 16 ottobre 1997   | Canada               |
| 3  | Merten Krüger          | P     | 8 novembre 1990   | Germania             |
| 4  | Stijn van Tilburg      | S     | 7 aprile 1996     | Paesi Bassi          |
| 5  | Hauke Wagner           | O     | 30 maggio 1987    | Germania             |
| 6  | Anton Menner           | S     | 25 luglio 1994    | Austria              |
| 7  | Magloire Mayaula Nzeza | C     | 6 giugno 1993     | RD del Congo         |
| 8  | David Seybering        | C     | 19 dicembre 1995  | Germania             |
| 10 | Jan Röling             | P     | 15 settembre 1999 | Germania             |
| 11 | Jannis Hopt            | S     | 3 agosto 1996     | Germania             |
| 14 | Timon Schippmann       | S     | 6 settembre 1995  | Germania             |
| 15 | Jacob Kern             | O     | 26 agosto 1997    | Canada               |
| 18 | Milorad Kapur          | L     | 5 marzo 1991      | Serbia               |

## Statistiche

### Statistiche di squadra
| Competizione      | Punti | In casa | In casa | In casa | In trasferta | In trasferta | In trasferta | Totale | Totale | Totale |
| Competizione      | Punti | G       | V       | P       | G            | V            | P            | G      | V      | P      |
| ----------------- | ----- | ------- | ------- | ------- | ------------ | ------------ | ------------ | ------ | ------ | ------ |
| 1. Bundesliga     | 24    | 10      | 4       | 6       | 10           | 3            | 7            | 20     | 7      | 13     |
| Coppa di Germania | -     | 0       | 0       | 0       | 1            | 0            | 1            | 1      | 0      | 1      |
| Challenge Cup     | -     | 1       | 1       | 0       | 1            | 0            | 1            | 2      | 1      | 1      |
| Totale            | -     | 11      | 5       | 6       | 12           | 3            | 9            | 23     | 8      | 15     |

G = partite giocate; V = partite vinte; P = partite perse

### Statistiche dei giocatori
| Giocatore        | 1. Bundesliga | 1. Bundesliga | 1. Bundesliga | 1. Bundesliga | 1. Bundesliga | Coppa di Germania | Coppa di Germania | Coppa di Germania | Coppa di Germania | Coppa di Germania | Challenge Cup | Challenge Cup | Challenge Cup | Challenge Cup | Challenge Cup | Totale | Totale | Totale | Totale | Totale |
| Giocatore        | P             | PT            | AV            | MV            | BV            | P                 | PT                | AV                | MV                | BV                | P             | PT            | AV            | MV            | BV            | P      | PT     | AV     | MV     | BV     |
| ---------------- | ------------- | ------------- | ------------- | ------------- | ------------- | ----------------- | ----------------- | ----------------- | ----------------- | ----------------- | ------------- | ------------- | ------------- | ------------- | ------------- | ------ | ------ | ------ | ------ | ------ |
| P. Eshenko       | 19            | 96            | 74            | 19            | 3             | 1                 | 0                 | 0                 | 0                 | 0                 | 2             | 17            | 10            | 7             | 0             | 22     | 113    | 84     | 26     | 3      |
| J. Hopt          | 13            | 7             | 2             | 4             | 1             | 1                 | 0                 | 0                 | 0                 | 0                 | 1             | 0             | 0             | 0             | 0             | 15     | 7      | 2      | 4      | 1      |
| M. Kapur         | 20            | 0             | 0             | 0             | 0             | 1                 | 0                 | 0                 | 0                 | 0                 | 2             | 0             | 0             | 0             | 0             | 23     | 0      | 0      | 0      | 0      |
| J. Kern          | 19            | 57            | 41            | 9             | 7             | 1                 | 0                 | 0                 | 0                 | 0                 | 1             | 4             | 2             | 1             | 1             | 21     | 61     | 43     | 10     | 8      |
| M. Krüger        | 19            | 11            | 3             | 5             | 3             | 1                 | 0                 | 0                 | 0                 | 0                 | 2             | 0             | 0             | 0             | 0             | 22     | 11     | 3      | 5      | 3      |
| M. Mayaula Nzeza | 17            | 148           | 122           | 21            | 5             | 1                 | 5                 | 4                 | 1                 | 0                 | 2             | 22            | 16            | 0             | 6             | 20     | 175    | 142    | 22     | 11     |
| A. Menner        | 18            | 160           | 132           | 22            | 6             | 1                 | 5                 | 4                 | 1                 | 0                 | 2             | 20            | 15            | 2             | 3             | 21     | 185    | 151    | 25     | 9      |
| J. Röling        | 20            | 21            | 7             | 5             | 9             | 1                 | 3                 | 0                 | 2                 | 1                 | 2             | 1             | 0             | 1             | 0             | 23     | 25     | 7      | 8      | 10     |
| T. Schippmann    | 20            | 49            | 43            | 3             | 3             | 1                 | 0                 | 0                 | 0                 | 0                 | 2             | 0             | 0             | 0             | 0             | 23     | 49     | 43     | 3      | 3      |
| D. Seybering     | 18            | 110           | 86            | 21            | 3             | 1                 | 8                 | 6                 | 2                 | 0                 | 1             | 3             | 3             | 0             | 0             | 20     | 121    | 95     | 23     | 3      |
| S. van Tilburg   | 20            | 336           | 292           | 26            | 18            | 1                 | 7                 | 6                 | 0                 | 1                 | 2             | 32            | 29            | 1             | 2             | 23     | 375    | 327    | 27     | 21     |
| H. Wagner        | 20            | 310           | 269           | 26            | 15            | 1                 | 12                | 12                | 0                 | 0                 | 2             | 13            | 10            | 1             | 2             | 23     | 335    | 291    | 27     | 17     |

P = presenze; PT = punti totali; AV = attacchi vincenti; MV = muri vincenti; BV = battute vincenti